# The Spinners
The Spinners (Спиннерз) — американская мужская вокальная группа.
Музыкальный сайт AllMusic кратко характеризует Spinners как «щеголеватую R&B-группу, чью искусно оркестрованные аранжировки сделали их в 1970-е годы маэстро соула». По свидетельству сайта, «The Spinners были величайшей соул-группой начала 1970-х», обширная коллекция работ которой «определила пышный, соблазнительный звук филадельфийского соула».
Впервые группа попала в первую десятку «Билборда» с песней «I’ll Be Around» (где лид-вокалистом был Бобби Смит). Что интересно, эта песня была выпущена на стороне «Б» сингла «How Could I Let You Get Away» (их первого сингла на лейбле Atlantic Records), но на радио она понравилась больше лицевой стороны. А потом, когда на Atlantic Records увидели, что на радио стали играть обратную сторону, они и сами сингл перевернули — стали печатать его уже перевёрнутым, то есть с «I’ll Be Around» на стороне «А». Песня «How Could I Let You Get Away» достигла в Горячей сотне «Билборда» 77 места, а «I’ll Be Around» — третьего. Этот сингл также стал первым синглом The Spinners, продавшимся в миллионе экземпляров.

## Дискография
- См. статью «The Spinners discography» в английском разделе.